# Szabóky Zsolt
Szabóky Zsolt (Budapest, 1941. március 10. – Budapest, 2009. május 19.) magyar fotóművész, fotóriporter.

## Életrajz
Értelmiségi családban született. Édesapja dr. Szabóky Imre, édesanyja Oláh Klára. Két öccse van. 1957-ben vasesztergályosként végezte el az ipari tanulóiskolát. 1958-ban a MOM-ban esztergályosként dolgozott. 1959-től Ramhab Gyula biztatására kezdett el fényképezni. 1961-ben bevonult katonának, ekkor már komolyabban fényképezett, a Néphadsereg és más katonai lapok közölték felvételeit. 1964-ben estin érettségizett. 1965-ben a MÚOSZ Újságíró Iskola fotóriporter szakán végezett, majd fényképész szakmunkásvizsgát tett. 
1964-1966 között szabadfoglalkozásúként több újságnak készített fotókat. 1966-1975 közötti időszakban az Igaz Szó vezető fotóriportereként dolgozott. 1969-től a Központi Múzeumi Igazgatóság megbízásából múzeumi kiállítások képanyagát és fotó installációit készítette. 1972-től a Vie Nuove c. olasz képeslap magyarországi tudósítója lett. 1978-tól a Finn Otava Kiadó ösztöndíjával fényképezte végig Finnországot, melyről könyv is készült. 1974-től napjainkig szabad foglalkozású fotóművész. Nős, két fia van.
Nézete szerint a fotó egy kiállításon vagy egy könyvben, tehát egy nagyobb egységben van a legmegfelelőbb helyen. Célja a vizuális összkép létrehozása, amiben már nem az egyes fotók bemutatásáról van pusztán szó, hanem sokkal inkább a szemléletmódról. A könyvet részesíti előnyben, mert könnyebben kezelhetőnek tartja a kiállításánál. A fénnyel és képpel írott könyv műfaját honosította meg.

## Tagságok
- 1965. a MÚOSZ tagja
- 1967. a Műhely ’67 tagja
- 1976. a Magyar Fotóművészek Szövetségének Tagja
- 1976. a MAOE tagja (Magyar Alkotóművészek Országos Egyesülete)
- 1988. a Magyar Fotóriporterek Társasága elnökségi tagja
- 1999. a Pécsi József alkotócsoport vezetője, elnökségi tag
- 2003. HUNGART felügyelő bizottsági tag

## Fontosabb díjak
- 1988: Balázs Béla-díj
- 1988. Magyar Művészetért díj

## Fontosabb egyéni kiállítások
- 1968. Egyetemi Színpad, Budapest
- 1980. Finnország, MÚOSZ székház, Budapest
- 1982. Bolgár kolostorok, Bolgár Kulturális Központ; Szentendre; Győr; Szentes; Budafok
- 1982. Suomi – Finland, Helsinki
- 1985. Erdélyi fatemplomok, fatornyok, haranglábak, Fotóművészeti Galéria, Budapest;
- Nézd elméjöket az ács embereknek, Magyar Nemzeti Galéria, Budapest
- 1988. Mentsétek meg lelkeinket! Fatornyok, fatemplomok, haranglábak Erdélyben, Néprajzi Múzeum, Budapest
- 1997. Kárpátmedence várai, Krakkó, Szófia, Varsó, Helsinki
- 1998. Fasori Református Templom, állandó kiállítás

## Könyvek
- Toledo, Corvina – Helikon Kiadó 1975.
- Dubrovnik, Corvina Kiadó 1978.
- Ikonok könyve, Képzőművészeti Kiadó 1981.
- Zala megye műemlékei, Zalaegerszegi Múzeum 1981.
- Budapest, Corvina Kiadó (öt nyelven kilenc kiadásban) 1982.
- Finnország, Corvina Kiadó 1983.
- Bolgár kolostorok, Képzőművészeti Kiadó 1983.
- Makó, Corvina Kiadó 1985.
- Eger, MTI 1986.
- Nézd elméjöket az ács embereknek, (Fatornyok, fatemplomok Erdélyben) Széchenyi Művészeti Központ 1987.
- Belváros, Képzőművészeti Kiadó 1988.
- Görög kolostorok, Képzőművészeti Kiadó 1988.
- Bányavirágok, Corvina Kiadó 1989.
- Budai vár, Corvina Kiadó (négy nyelven) 1990.
- Budapest, East Flow (hét nyelven) 1992.
- A Kárpát-medence várai, Pázmány Péter Katolikus Egyetem 1995.
- Finlandia (Koós Judittal), Helikon Kiadó 2002.
- A Kárpát-medence várai (bővített kiadás), Novella Kiadó 2004.
- Előkészületben: Bizánci templomok